# Zofiówka (powiat staszowski)
Zofiówka – wieś w Polsce położona w województwie świętokrzyskim, w powiecie staszowskim, w gminie Łubnice.
| SIMC    | Nazwa         | Rodzaj    |
| ------- | ------------- | --------- |
| 0798989 | Koło Kościoła | część wsi |
| 0798995 | Pod Rzeką     | część wsi |

W latach 1975–1998 miejscowość należała administracyjnie do województwa tarnobrzeskiego.